# 玉山飞蓬
玉山飞蓬（学名：Erigeron morrisonensis）是菊科飞蓬属的植物，是台灣的特有植物。分布在台灣本島，生长于海拔3,800米的地区，常生长在高山草地，目前尚未由人工引种栽培。